# Rio Andira
Der Rio Andira ist ein etwa 50 km langer rechter Nebenfluss des Rio Ivaí im Norden des brasilianischen Bundesstaats Paraná.

## Geografie

### Lage
Das Einzugsgebiet des Rio Andira befindet sich auf dem Terceiro Planalto Paranaense (Dritte oder Guarapuava-Hochebene von Paraná).

### Verlauf
Sein Quellgebiet liegt auf der Grenze zwischen den beiden Munizipien Presidente Castelo Branco und Mandaguaçu auf 569 m Meereshöhe. In unmittelbarer Nähe verläuft die Rodovia do Café (BR-369), der  Flugplatz Aeroporto Pousada dos Águias liegt 2 km westlich des Ursprungs.
Der Fluss verläuft in südwestlicher Richtung. Er bildet in seinem gesamten Verlauf die Grenze zwischen je zwei Munizipien, zunächst auf den ersten 10 km zwischen Presidente Castelo Branco und Mandaguaçu und dann für die restlichen 40 km seines Laufs Ourizona und São Jorge do Ivaí. Er mündet auf 258 m Höhe von rechts in den Rio Ivaí. Er ist etwa 50 km lang.

### Munizipien im Einzugsgebiet
Am Rio Andira liegen die vier Munizipien Presidente Castelo Branco, Mandaguaçu, Ourizona und São Jorge do Ivaí.